# Ī̱́
Ī̱́ (minuscule : ī̱́), appelé I macron accent aigu macron souscrit, est une lettre latine utilisée dans l’écriture du kiowa.
Il s’agit de la lettre I diacritée d’un macron, d’un accent aigu et d’un macron souscrit.

## Représentations informatiques
Le I macron accent aigu macron souscrit peut être représenté avec les caractères Unicode suivants : 
- composé et normalisé NFC (latin étendu A, diacritiques) :

| formes    | représentations | chaînes de caractères | points de code       | descriptions                                                                         |
| --------- | --------------- | --------------------- | -------------------- | ------------------------------------------------------------------------------------ |
| capitale  | Ī̱́               | Ī◌̱◌́                   | U+012A U+0331 U+0301 | lettre majuscule latine i macron diacritique macron souscrit diacritique accent aigu |
| minuscule | ī̱́               | ī◌̱◌́                   | U+012B U+0331 U+0301 | lettre minuscule latine i macron diacritique macron souscrit diacritique accent aigu |

- décomposé et normalisé NFD (latin de base, diacritiques) :

| formes    | représentations | chaînes de caractères | points de code              | descriptions                                                                                     |
| --------- | --------------- | --------------------- | --------------------------- | ------------------------------------------------------------------------------------------------ |
| capitale  | Ī̱́               | I◌̱◌̄◌́                  | U+0049 U+0331 U+0304 U+0301 | lettre majuscule latine i diacritique macron souscrit diacritique macron diacritique accent aigu |
| minuscule | ī̱́               | i◌̱◌̄◌́                  | U+0069 U+0331 U+0304 U+0301 | lettre minuscule latine i diacritique macron souscrit diacritique macron diacritique accent aigu |